# Phyllodon (dier)
Phyllodon is een geslacht van plantenetende ornithischische dinosauriërs, behorend tot de groep van de Euornithopoda, dat tijdens het late Jura leefde in het gebied van het huidige Portugal.
In 1973/1975 benoemde en beschreef Richard Thulborn een dinosauriërtand in de jaren zestig onder leiding van Siegfried Henkel bij Leiria gevonden, als de typesoort Phyllodon henkeli. De geslachtsnaam is afgeleid van het Oudgriekse φυλλον, phyllon, "blad" en ὀδών, odoon, "tand", als verwijzing naar de bladvorm van de tand. De soortaanduiding eert Henkel.
De naam Phyllodon is ook in gebruik voor een mossengeslacht uit de Hypnaceae: Phyllodon. Dit is toegestaan als de geslachten tot verschillende Regna behoren.
Het holotype, MGSP G5, is gevonden in een laag van de Guimaratoformatie die dateert uit het Kimmeridgien. Het bestaat uit een stuk tand uit de onderkaak. Als paratype wees hij MGSP G2 aan, een tand uit de bovenkaak. De tanden zijn licht naar achteren gebogen en driehoekig met een scherpe punt. De tandkroon is ongeveer vier millimeter hoog. De snijranden zijn breed en duidelijk gescheiden van het gladde hoofdlichaam, ze dragen een dozijn vrij grote en opstaande vertandingen. Er is geen verdikte rand aan de basis van de tandkroon. Wegens de schamele resten wordt Phyllodon vaak als een nomen dubium gezien. Oliver Rauhut wees er echter op dat zulke tanden niet zeldzaam zijn in de formatie en al vanaf de achttiende eeuw werden gevonden. Hij wist er ongeveer honderdtwintig in verschillende collecties op te sporen. Sommige daarvan hadden een kortere lengte van drie millimeter en zouden hebben toebehoord aan jongere dieren. Daarbij vond hij ook vier onderkaken van kleine tweevoetige euornithopoden die uit dezelfde formatie afkomstig waren en stelde dat die aan Phyllodon zouden toebehoren daar dit de enige benoemde vorm uit die periode is. Een probleem daarbij is echter dat deze kaken geen tanden meer bevatten zodat een directe identificatie onmogelijk is.
Phyllodon werd door Thulborn in de Hypsilophodontidae geplaatst. Die groep wordt tegenwoordig als onnatuurlijk gezien, parafyletisch, en Phyllodon wordt daarom nu simpelweg aangeduid als een basale euornithopode.